# Torymus spaici
Torymus spaici är en stekelart som beskrevs av Boucek 1994. Torymus spaici ingår i släktet Torymus och familjen gallglanssteklar.
Artens utbredningsområde är Kroatien. Inga underarter finns listade i Catalogue of Life.